# Хен Чхоль Хє
Хен Чхоль Хє (13 серпня 1934 р. — 19 травня 2022 р.) був північнокорейським військовим офіцером і політиком, який був тісно пов'язаний із правлячою родиною Кімів. Він служив охоронцем Кім Ір Сена під час Корейської війни і підпорядковувався безпосередньо Кім Чен Іру як заступник директора Головного політичного управління. У 2016 році йому було надано звання маршала Корейської народної армії — вищого звання в армії.

## Біографія
Хен народився 13 серпня 1934 року в Яньцзі провінції Цзилінь японської маріонеткової держави Маньчжоу-Го.
Під час Корейської війни Хен служив охоронцем Кім Ір Сена, і ця роль дала йому «місце у революційній історії Північної Кореї». Він був директором Головного управління тилу Корейської народної армії з 1986 по 1995 рік, а потім був призначений заступником директора Головного політичного управління, став одним із найвищих членів північнокорейського військового та політичного керівництва. Він був описаний як «безпосередня близькість» від Кім Чен Іра і підпорядкований безпосередньо йому. Висловлювалося припущення, що після смерті Кім Чен Іра він міг взяти участь у військовій раді, що керує країною. Він був членом ЦК ТПК з 1991 року до своєї смерті.
У квітні 2012 року він отримав важливі підвищення на посаді віце-маршала, члена Політбюро та Центральної військової комісії Трудової партії Кореї, першого заступника міністра Народних збройних сил та директора Головного управління тилу армії.
У травні 2013 року на посаді першого віце-міністра оборони його змінив його попередник на посаді директора з логістики Джон Чан Бок.
15 квітня 2016 року Хен Чхоль Хє став п'ятою людиною, яка отримала звання маршала Корейської народної армії в одному з перших двох підвищень офіцерів дійсної військової служби за 21 рік.

## Смерть
19 травня 2022 року Хен помер від поліорганної недостатності у віці 87 років. Похорон відбувся в Будинку культури КНДР 25 квітня. Кім Чен Ин особисто ніс його труну і засипавши землею його могилу на Меморіальному цвинтарі революціонерів КНДР.

## Нагороди
Під час його похорону було виставлено рамку з нагородами та почестями, на якій були показані всі отримані ним нагороди.
|  |  |  |
|  |  |  |
|  |  |  |
|  |  |  |
|  |  |  |
|  |  |  |
|  |  |  |
|  |  |  |
|  |  |  |
|  |  |  |
|  |  |  |
|  |  |  |